# Bruno Galler
Bruno Galler (født 21. oktober 1946) er en tidligere en fodbolddommer fra Schweiz. Han dømte internationalt under det internationale fodboldforbund, FIFA, fra 1979 til 1992. Inden han afsluttede sin aktive karriere dømte han finalen ved EM 1992 mellem Danmark og Tyskland.

## Karriere

### VM 1982
- Vesttyskland  –  Chile 4-1 (gruppespil).

### EM 1988
- Italien  –  Danmark 2-0 (gruppespil).

### EM 1992
- Danmark  –  Tyskland 2-0 (finale).